# Michel Valke
Michel Valke (Zwijndrecht, 1959. augusztus 24. –) válogatott holland labdarúgó, középpályás.

## Pályafutása

### Klubcsapatban
1976 és 1979 között a Sparta Rotterdam, 1979 és 1982 között a PSV Eindhoven, 1982–83-ban a Feyenoord, 1983 és 1987 között ismét a PSV, 1987 és 1989 között a francia Olympique Lyonnais, 1989 és 1994 között újra a Sparta Rotterdam labdarúgója volt. Az 1994–95-ös idényben a Dordrecht ’90 csapatában fejezte be az aktív labdarúgást. A PSV együttesével két holland bajnoki címet nyert.

### A válogatottban
1979 és 1986 között 16 alkalommal szerepelt a holland válogatottban.

### Edzőként
2001 és 2007 között a Feyenoord ifjúsági csapatainál dolgozott edzőként.

## Sikerei, díjai
PSV Eindhoven
- Holland bajnokság
  - bajnok (2): 1985–86, 1986–87

## Statisztika

### Mérkőzései a holland válogatottban
| Hollandia | Hollandia            | Hollandia                              | Hollandia     | Hollandia | Hollandia     | Hollandia    | Hollandia | Hollandia |
| #         | Dátum                | Helyszín                               | Hazai         | Eredmény  | Vendég        | Kiírás       | Gólok     | Esemény   |
| --------- | -------------------- | -------------------------------------- | ------------- | --------- | ------------- | ------------ | --------- | --------- |
| 1.        | 1979. szeptember 26. | Rotterdam, Feijenoord Stadion          | Hollandia     | 1 – 0     | Belgium       | barátságos   | -         | 44'       |
| 2.        | 1980. december 30.   | Montevideo, Estadio Centenario         | Uruguay       | 2 – 0     | Hollandia     | Mundialito   | -         | 46'       |
| 3.        | 1981. január 6.      | Montevideo, Estadio Centenario (URU)   | Olaszország   | 1 – 1     | Hollandia     | Mundialito   | -         |           |
| 4.        | 1981. szeptember 1.  | Zürich, Hardturm stadion               | Svájc         | 2 – 1     | Hollandia     | barátságos   | -         | 57'       |
| 5.        | 1982. november 10.   | Rotterdam, Feijenoord Stadion          | Hollandia     | 1 – 2     | Franciaország | barátságos   | -         |           |
| 6.        | 1983. február 16.    | Sevilla, Ramón Sánchez Pizjuan Stadion | Spanyolország | 1 – 0     | Hollandia     | Eb-selejtező | -         | 72'       |
| 7.        | 1983. szeptember 7.  | Groningen, Stadion Oosterpark          | Hollandia     | 3 – 0     | Izland        | Eb-selejtező | -         | 46'       |
| 8.        | 1983. szeptember 21. | Brüsszel, Heysel Stadion               | Belgium       | 1 – 1     | Hollandia     | barátságos   | -         |           |
| 9.        | 1983. december 17.   | Rotterdam, Feijenoord Stadion          | Hollandia     | 5 – 0     | Málta         | Eb-selejtező | -         | 69'       |
| 10.       | 1984. október 17.    | Rotterdam, Feijenoord Stadion          | Hollandia     | 1 – 2     | Magyarország  | vb-selejtező | -         | 67'       |
| 11.       | 1984. november 14.   | Bécs, Gerhard Hanappi Stadion          | Ausztria      | 1 – 0     | Hollandia     | vb-selejtező | -         |           |
| 12.       | 1984. december 23.   | Nicosia, Makário Stadion               | Ciprus        | 0 – 1     | Hollandia     | vb-selejtező | -         |           |
| 13.       | 1985. szeptember 4.  | Heerenveen, Abe Lenstra Stadion        | Hollandia     | 1 – 0     | Bulgária      | barátságos   | -         |           |
| 14.       | 1985. november 20.   | Rotterdam, Feijenoord Stadion          | Hollandia     | 2 – 1     | Belgium       | vb-selejtező | -         |           |
| 15.       | 1986. március 12.    | Lipcse, Zentralstadion                 | NDK           | 0 – 1     | Hollandia     | barátságos   | -         |           |
| 16.       | 1986. április 29.    | Eindhoven, Philips Sportpark           | Hollandia     | 0 – 0     | Skócia        | barátságos   | -         | 72'       |
|           | Összesen             |                                        |               | 16        | mérkőzés      |              | 0         | gól       |